# فرناندو شاهزاده قدیس
فرناندوی پرتغالی (تلفظ پرتغالی:[fɨɾˈnɐ̃du]؛ پرتغالی: Fernando o Infante Santo؛ ۲۹ سپتامبر ۱۴۰۲-۵ ژوئن ۱۴۴۳ (۴۰ سال)، گاهی اوقات "شاهزاده قدیس" یا "شاهزاده ثابت" نامیده می‌شود، یک "اینفانته" از پادشاهی پرتغال بود. او جوان‌ترین فرد از «نسل درخشان» شاهزادگان پرتغالی قرن پانزدهم دودمان اویش و مدیر غیر روحانی فرقه اویش بود.
در سال ۱۴۳۷، فرناندو در محاصره طنجه به فرماندهی برادر بزرگترش هنریک دریانورد شرکت کرد و پس از آن شکست، فرناندو به عنوان گروگان به فرمانروایان مارینی مراکش تحویل داده شد تا شهر سئوتا را تحویل دهند. طبق قراردادی که بین حاکمان مراکش و فرستاده پرتغال هنریکه بسته شد، بنا گردید ابتدا فرناندو به عنوان گروگانی نجیب‌زاده در اصلیه در آسایش نسبی باشد، اما زمانی که مشخص شد مقامات پرتغالی هیچ قصدی برای دادن سئوتا ندارند، وضعیت فرناندو تغییر کرد، به طوری که او را به زندانی در فاس منتقل کردند، جایی که زندانیانش در شرایط بسیار سختی در زندان قرار داشتند. سرانجام او در سال ۱۴۴۳ در شرایط اسارت درگذشت.
پس از آن محبوبیت او به سرعت در پرتغال افزایش یافت به طوری که او را شاهزاده قدیس (O Infante Santo) می‌نامیدند، اما از سوی کلیسای کاتولیک روم مورد تأیید و مقبولیت قرار نگرفت و این عنوان در سنت پرتغالی باقی ماند.